# 大山街道ふるさと館
大山街道ふるさと館（おおやまかいどうふるさとかん、Kawasaki's Municipal Oyama Road Historical Museum）は、神奈川県川崎市高津区にある博物館である。川崎市における脇往還の一つである大山街道（大山道）に係る歴史、民俗等に関する資料及び郷土にゆかりのある人の美術、文学等の作品等の展示を行うとともに、市民に学習の場を提供し、もって市民の文化の発展に寄与することを目的とし、川崎市によって整備されている。1992年8月開館。旧高津町役場跡地に建設された。

## 概要
大山街道（青山通り大山道）沿いの場所に４階建てで建築されている。一階と二階に展示スペースがあり、郷土にかかわる資料やゆかりのある美術・文学作品や、郷土史研究家の資料・著書、高津区内の市民の作品などが展示されている。二階にはイベントホール、三階には和室、第1・第2会議室がある。また、年6回（隔月館）で同館自身による活動報告や行事予定などの「ふるさと館だより」を刊行している。
開館時間は9時30分から21時30分（展示室は10時00分から17時00分）。休館日は12月28日から1月4日となっている。

## 収蔵品と展示
隣地が生家である濱田庄司の「柿釉白掛鉢」（大正15年前後）などが展示されている。
館の入口には、伊豆石で作られた高幡不動尊道の道標が展示され、その左側面には「西 大山道 文政十二 己丑年 三月吉日」と刻まれている。二子村の石工、小俣松五郎の作と考えられている。

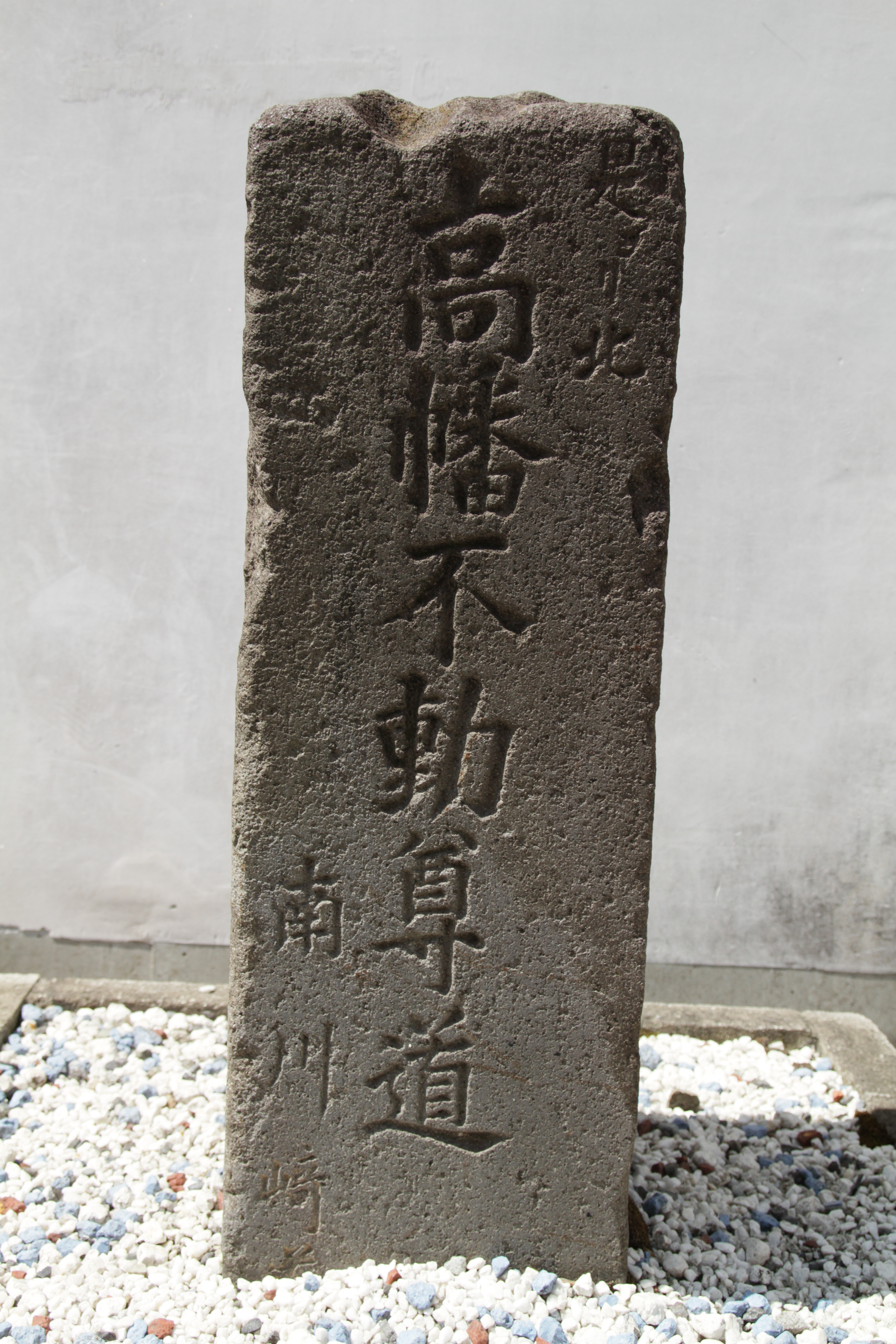
高幡不動尊道の道標
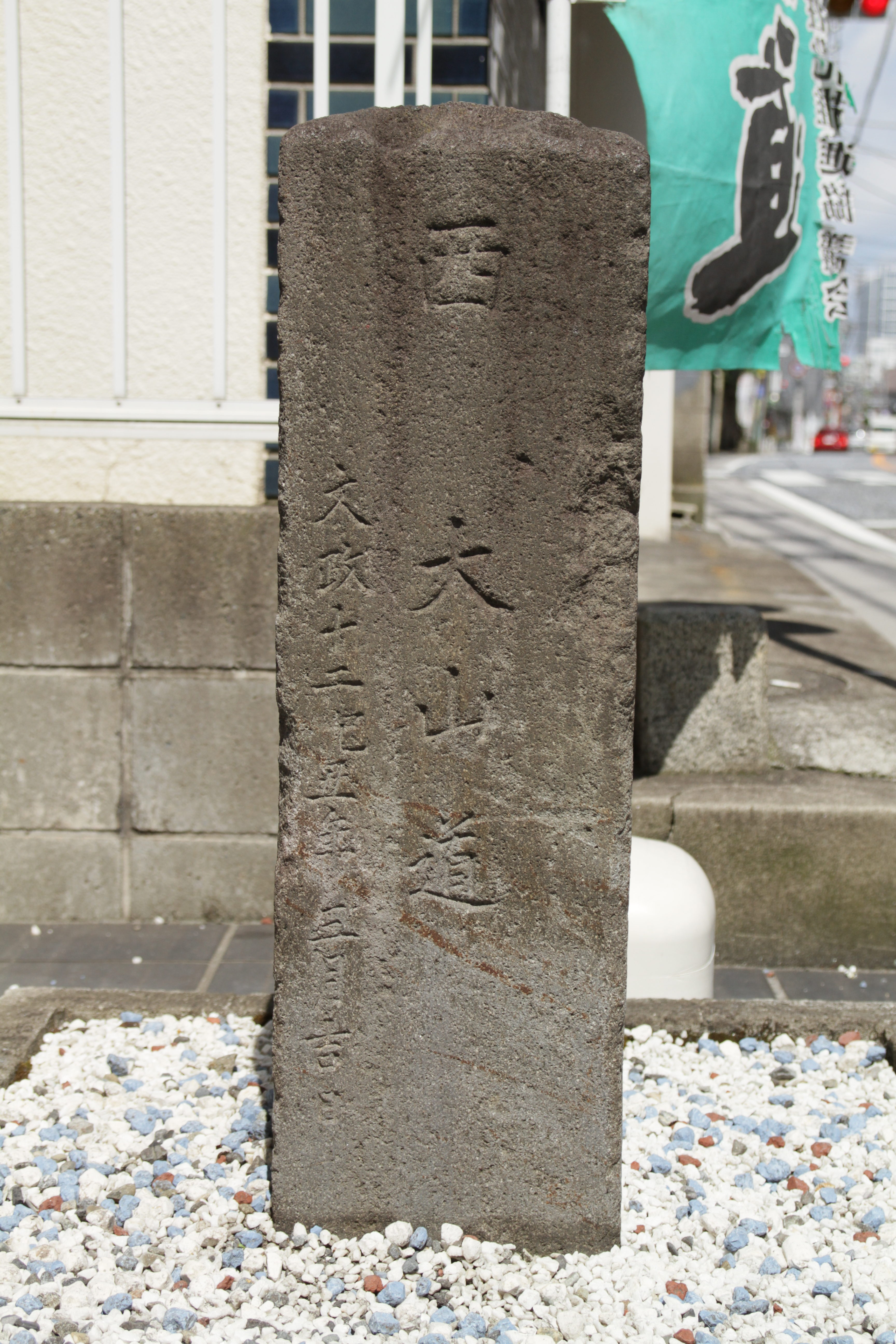
「西 大山道」と刻まれた道標左側面

## 刊行物
川崎市大山街道ふるさと館活動報告書（平成25年度）

## 交通アクセス
- 鉄道
  - JR南武線 武蔵溝ノ口駅 徒歩7分
  - 東急田園都市線/大井町線 溝の口駅 徒歩7分
  - 東急田園都市線 高津駅下車 徒歩5分